# Verenigde Arabische Emiraten op het wereldkampioenschap strandvoetbal 2008
De Verenigde Arabische Emiraten zijn een van de deelnemende landen op het Wereldkampioenschap strandvoetbal 2008 in Marseille. Het is de tweede maal dat ze meedoen sinds het WK onder auspiciën van de FIFA staat.

## Wedstrijden op het Wereldkampioenschap
De V.A.E. werden ingedeeld in Groep C, samen met Argentinië, Rusland en Kameroen. In deze groep begonnen de Arabieren overtuigend door een 10-4 zege op Kameroen. Tegen Argentinië (2-5) en Rusland (0-5) ging het echter fout en eindigde de ploeg uiteindelijk als derde; niet genoeg voor de volgende ronde.

### Groepsfase
| Team                         | G | W | P | V | Voor | Tegen | Saldo | Punten |
| ---------------------------- | - | - | - | - | ---- | ----- | ----- | ------ |
| Argentinië                   | 3 | 3 | 0 | 0 | 13   | 5     | +8    | 9      |
| Rusland                      | 3 | 2 | 0 | 1 | 12   | 5     | +7    | 6      |
| Verenigde Arabische Emiraten | 3 | 1 | 0 | 2 | 12   | 14    | -2    | 3      |
| Kameroen                     | 3 | 0 | 0 | 3 | 4    | 17    | -13   | 0      |

 Verenigde Arabische Emiraten 10-4  Kameroen
 Argentinië 5-2  Verenigde Arabische Emiraten
 Verenigde Arabische Emiraten 0-5  Rusland

## Selectie
| No. | Naam               | Positie    |
| 1.  | Abbas Hussain      | doelman    |
| 2.  | Qambar Sadeqi      | verdediger |
| 3.  | Ali Karim          | verdediger |
| 4.  | Haidar Bashir      | verdediger |
| 5.  | Ali Almazam        | verdediger |
| 6.  | Ibrahim Albalooshi | verdediger |
| 7.  | Ali Albloushi      | aanvaller  |
| 8.  | Rami Al Mesaabi    | aanvaller  |
| 9.  | Hassan Aljesmi     | aanvaller  |
| 10. | Balhit Alabadla    | aanvaller  |
| 11. | Mohamed Bashir     | aanvaller  |
| 12. | Mohamed Al Mazam   | doelman    |

Bondscoach:  Brazilië Marcelo Mendes